# Eberhard Arlt
Eberhard Arlt (* 27. November 1905 in Zawadzki, Kreis Groß Strehlitz, Provinz Schlesien; † 28. Juni 1972) war ein deutscher Funktionär der SED in der DDR.

## Leben
Der Sohn eines Böttchers besuchte nach einer Volksschule und eines Gymnasiums zwischen 1928 und 1932 die Technische Abendschule. Er absolvierte eine Berufsausbildung als Zeichner und Konstrukteur und arbeitete anschließend in diesen Berufen. Nachdem er 1927 Mitglied des Deutschen Metallarbeiter-Verbandes (DMV) geworden war, trat er 1931 in die KPD und betrieb nach deren Verbot im Jahr 1933 illegale Arbeit als politischer Leiter in Berlin-Adlershof, Berlin-Treptow und Berlin-Neukölln.
Wegen dieser Aktivitäten wurde Arlt 1939 inhaftiert und anschließend 1940 wegen „Vorbereitung zum Hochverrat“ zu einer Freiheitsstrafe von zwei Jahren und 6 Monaten verurteilt, die er im Strafgefängnis Tegel verbüßte. Während seines anschließenden Einsatzes im sogenannten Strafbataillon 999 gelang es ihm 1945 zu desertieren.
Im Mai 1945 geriet er in Ried kurzzeitig in US-amerikanische Kriegsgefangenschaft und wurde nach seiner Entlassung 1945 Leiter des KPD-Bezirks 65 in Berlin-Prenzlauer Berg. Nach der Zwangsvereinigung von SPD und KPD  wurde Arlt 1946 Mitglied der SED und war zunächst Leiter der Abteilung für Wirtschaft im SED-Landesverband Berlin, ehe er 1948 Hauptreferent in der Abteilung Wirtschaft des SED-Parteivorstandes wurde.
Nachdem er zwischen 1949 und 1950 ein Studium an der Parteihochschule Karl Marx absolviert hatte, wurde er zunächst stellvertretender Leiter der Abteilung Wirtschaft und war anschließend von 1951 bis Februar 1953 Leiter der Abteilung Industrie des ZK der SED.
Zwischen 1953 und 1955 war er Leiter des Deutschen Amtes für Maß und Gewicht, ehe er für ein Jahr als Leiter des Lehrstuhls Wirtschaftspolitik an der Zentralschule des ZK der SED in Ballenstedt tätig war. Daraufhin wurde er 1956 Wissenschaftlicher Mitarbeiter im Verlag Die Wirtschaft sowie 1957 Leiter des Verlags Die Technik.
Im September 1958 wurde Arlt zum Leiter des Lehrstuhls für Politische Ökonomie an die Parteihochschule Karl Marx berufen und lehrte an dieser bis zu seiner Abberufung im Dezember 1961. Sein Nachfolger an der Parteihochschule wurde Manfred Herold. Zuletzt war Arlt wissenschaftlicher Mitarbeiter der Arbeitsgruppe Forschung und Technik im ZK der SED.

## Veröffentlichungen
- Probleme der Automatisierung, Berlin 1957
- Massenfliessfertigung und Normteile : Ökonomische Grundlagen und praktische Bedeutung der zentralisierten Fertigung von genormten Einzelteilen und Baugruppen für die weitere Mechanisierung und Automatisierung sowie für die Entwicklung höherer Formen der Organisation der Produktion im Maschinenbau, Berlin 1957
- Standardisierung in der Deutschen Demokratischen Republik, Leipzig 1963
- Rationalisierung durch Standardisierung, Berlin 1968